# 山形県県民会館
山形県県民会館（やまがたけんけんみんかいかん、Yamagata Prefectural Hall）は、山形県山形市で運営されていた県内では最大規模の多目的ホール。新会館「やまぎん県民ホール」（山形県総合文化芸術館）が同市双葉町に開館することに伴い、2019年11月30日で閉館した。
2009年4月から指定管理者制度の導入によってステージアンサンブル東北支社が管理・運営を行い、2013年3月に山形銀行が命名権を取得。4月から「やまぎんホール」の愛称が用いられていた。

## 概要
第二次世界大戦の終結による混乱が収まり、生活にゆとりが出てくると県民の間で、豊かな芸術文化の享受を求める声があがり、そのための施設の整備が喫緊の課題となった。また経済や自治さらには教育などの活発化に伴い、大規模な集会場を求める声も聞かれるようになった。こうした要望を踏まえ、県は1959年7月、「県民会館（図書館併設）建設計画（案）」を策定。県民会館建設は緒に就いた。
山形県県民会館は、設計が山下寿郎設計事務所、施工を大成建設が手掛け、県庁（現：文翔館）正面に建設され、1960年11月3日に着工、1962年6月竣工し7月開館した。
建物は鉄筋コンクリート製地下1階、地上4階建で、約2000名収容の大ホールのほか小講堂などが備えられた。また付属施設として県立図書館が併設され72,000冊が蔵書可能な三層積層の書架や閲覧室等が設けられた。1990年7月、県民会館から至近の緑町一丁目の旧知事公舎跡に新築された複合施設である遊学館が開館した際には県立図書館も併設された。図書館跡には山形県こども館（現：やまぎんこども館）が開館している。
その後、県民会館の老朽化が顕著となったため、県は1992年から新文化施設の検討を開始し、2000年には基本設計を策定。翌年にはJR山形駅西口に新文化施設を建設するための用地を68億円で購入した。しかし、2005年1月に山形県知事に当選した斎藤弘は財政規律を重んじる方針を唱え、県は平成17年度補正予算発表時に計画の凍結を表明。県民会館の継続運用を発表した。
継続運用の方針に則り、2005年11月下旬から2006年3月31日の期間に耐震補強、内装改修、アスベスト除去の工事が行われ、同年10月31日には外壁の耐震化工事も完了した。改修を経てホール内の雰囲気が明るくなり、音響面で多少の改善は見られたが、音楽向きのホールとは未だ言えないとの声も一部では聞かれた。
2009年1月、斎藤弘を破り知事に初当選した吉村美栄子は、新文化施設予定地を空き地のままにしておくことについて監査した専門家が「年間約1億5千万円の機会損失が生じている」と指摘したことを受け、計画再開を決断。2012年には有識者懇談会を立ち上げ、県は2014年3月には施設の概要を策定し、2016年2月には実施設計概要も公表した。
新県民文化施設は山形駅西口の山形市双葉町一丁目に鉄骨鉄筋コンクリート造りなどで建設し、地上5階、地下1階（延べ床面積約1万6100平方メートル）で構成され、県が県土地開発基金から事業用地を買い戻す約67億5700万円を除き、整備事業費は約143億円を見込み、2018年度の完成、2019年度中の開業を予定していた。しかし、建設業界の人手不足に加え、東日本大震災以降の復興需要の高まりなどに伴う労務費の高騰などから、3度目の入札でようやく建築主体業者が決したため、工期が約半年ほど伸び、整備事業費も当初より5億円ほどの増加を見込んだ。2018年2月、新県民文化施設の名称について県は、内部検討の上で「県総合文化芸術館」としたと発表した。

### 閉館
新会館「やまぎん県民ホール」（山形県総合文化芸術館）が2019年12月1日にプレオープンすることに伴い、11月30日を以て閉館した。最後のステージは前日から「ユニコーン100周年ツアー“百が如く”」で、山形公演をしていた「ユニコーン」が飾った。2020年1月、ユニコーンのメンバーである山形県出身のABEDONこと阿部義晴を起用した特別番組「ABEDON from ユニコーン presents "ありがとう山形県県民会館"」が日テレプラスにて放送された。会館の歴史を刻むように長年大ホールのステージに設えられていたグランドピアノ「スタンウェイ」を演奏、大ホールに響かせる最期の音色とした。なお、併設の山形県こども館は、山形市のべにっこひろばなど屋内遊戯施設が各地に整備されたことなどから、閉館が決まり、2020年2月29日に幕を閉じた。

## 施設
- 大ホール
定員1,496名（立見70人、車椅子4席）。山形県県民会館のメイン施設である。プロセニアム型のホールで花道を備える。各種コンサート、大会、講演会、演劇、式典等幅広く利用されている。
- 地下講堂
定員150名（移動席。机使用の場合は120人）。コンサートに使われる他、リハーサル会場としても使用されている。
- 楽屋
- 展示室
- 会議室

（付帯施設）
- こども館

## アクセス
- JR山形駅東口から車で約10分
- 山交バス「山形市役所前」停留所から徒歩で0分
- 山形市中心市街地100円循環バス「旅篭町四辻」停留所から徒歩で約4分
- 山形道 山形蔵王IC・東北中央道 山形中央ICから車で約15分
- 山形空港から車で約40分。空港から山形駅までの連絡バス有